# Первомайский (Курганская область)
Первомайский — посёлок в Каргапольском районе Курганской области. Входит в состав Сосновского сельсовета.

## География
Расположен у остановочного пункта 309 км. Южно-Уральской железной дороги, в 2 км к северо-западу от рабочего поселка Красный Октябрь.

## Население
| 1989 | 2002 | 2010 |
| ---- | ---- | ---- |
| 46   | ↗70  | ↘35  |